# Adolphe-Abraham Landau
Pour les articles homonymes, voir Landau.
Adolphe-Abraham Landau (1904-1983) nait à Varsovie dans une famille polonaise aisée, issue d'une lignée de 4 siècles de rabbins (petits et grands).
La légende en fait (comme de nombreuses autres personnes) un descendant du fameux Juda Loew ben Bezalel dit le Maharal, acronyme de Marenou HaRav : « Notre Maitre le Rav Loew », grand rabbin de Prague (1513-1609), auteur de textes encore étudiés et supposé créateur du Golem, humanoïde fait d'argile ayant permis la survie de sa communauté.

## Biographie
Ardent communiste pourchassé par le régime en place, il fuit Varsovie en 1924 et vient faire ses études en France : médecine à Montpellier, sciences politiques à Paris. Accompagné de sa femme Bluma Katz née à Riga (1904-1990) il se tourne vers le cinéma, et réalise avant la guerre de nombreux génériques de films. Ils franchissent la guerre « la tête haute », c'est-à-dire sans porter d'étoile jaune ni se cacher, aidant le passage des résistants et des juifs dans les Pyrénées-Orientales. Ils ont trois filles : Maria Landau, psychanalyste (qui a trois fils, Frédéric Olivennes, François Olivennes et Denis Olivennes) ; Jeannette Landau, archéologue spécialiste des déesses-mères (1935-1971) et Alix Landau-Brijatoff conseil en stratégies et écrivain (L'Histoire vraie de Yossélé, le golem de Prague, ou Tombes lointaines aux Éditions Robert Laffont sur la « Shoah par balles » à Riga). Après la guerre ils produisent Les Amants du pont Saint-Jean, sur un scénario de Jean Aurenche et René Wheeler et une mise en scène de Henri Decoin. Deux grands acteurs, Michel Simon et Gaby Morlay y jouent des « cloches » remarquées, le premier dans son registre habituel, la seconde à contre-emploi dans un rôle de clocharde alcoolique.
Le film, d'inspiration néo-réaliste, reste une semaine à l'affiche puis est plongé dans un oubli d'où seul Bertrand Tavernier le sortira récemment.[réf. nécessaire]
Ruiné par cette unique production, sa carrière de producteur s'arrête aussi vite qu'elle a commencé. Il achète un studio à Saint-Cloud. Y seront tournés entre autres les Thierry la Fronde, première série culte de la télévision naissante.
Puis il développe et commercialise, avec Y. Fougerat, le 1er système français de prise de vue en scope, le Dyaliscope. La majeure partie des films français entre 1960 et 1980 sont tournés avec ce procédé, parmi lesquels de nombreux films de Truffaut : Les Quatre Cents Coups, Tirez sur le pianiste, La Sirène du Mississippi… On peut également citer Mélodie en sous-sol, L'Année dernière à Marienbad, Austerlitz (film d'Abel Gance) ou Le Gendarme de Saint-Tropez.
Il s'intéresse à l'art, et est le mécène d'un certain nombre de peintres, dont Thomas Gleb et Vladimir Trojevic, dont il organise une exposition à la galerie Mona Lisa à Paris en 1962.
Son engagement politique très communiste faiblit à partir du procès du Complot des blouses blanches, mis en scène dans les dernières heures du pouvoir de Staline en 1953.
Adolphe-Abraham et son épouse Bluma restent cependant fidèles à leurs convictions politiques jusqu'à la fin d'une vie très engagée.
Il décède dans le 16e arrondissement de Paris, le 18 août 1983.